# Faustball-Europapokal 1967
Der Faustball-Europapokal 1967 war die vierte Austragung des europäischen Faustballpokals der Landesmeister. Er fand am Wochenende 8./9. Juli 1967 auf den Rasenplätzen des Titelträgers BSG Chemie Zeitz statt. Im Ernst-Thälmann-Stadion verteidigte die gastgebende Mannschaft des DDR-Meisters Chemie Zeitz ihren Titel.
Damit holte bei drei Teilnahmen immer der DDR-Vertreter auch den Titel.
Etwa 8000 Zuschauer wohnten den Faustballkämpfen bei.

## Teilnehmer
Teilnehmer waren  Chemie Zeitz als DDR-Meister, der  SV Siemens Nürnberg als Landesmeister der Bundesrepublik Deutschland,  Österreichs Serienmeister ATSV Linz, der Meister der  Schweiz TV Niederlenz und der  SSV Bozen als Titelträger Italiens.

## Turnier

### Vorrunde
Spielergebnisse
| BSG Chemie Zeitz | − | TV Niederlenz       | 44:14 |
| BSG Chemie Zeitz | − | SSV Bozen           | 40:23 |
| BSG Chemie Zeitz | − | ATSV Linz           | 43:15 |
| BSG Chemie Zeitz | − | SV Siemens Nürnberg | 36:33 |

| Platz | Mannschaft          | Punkte | Bälle  |
| 1.    | Chemie Zeitz        | 12:0   | 163:85 |
| 2./3. | SV Siemens Nürnberg | …      | …      |
| 2./3. | ATSV Linz           | …      | …      |
| 4./5. | TV Niederlenz       | …      | …      |
| 4./5. | SSV Bozen           | …      | …      |

### Endrunde
In der Endrunde, in der die drei Bestplatzierten nochmals aufeinandertrafen, blieb Chemie Zeitz erneut ungeschlagen und erwies sich damit als eindeutig beste Mannschaft.
Spielergebnisse:
| BSG Chemie Zeitz | − | ATSV Linz           |  |
| BSG Chemie Zeitz | − | SV Siemens Nürnberg |  |
| ATSV Linz        | − | SV Siemens Nürnberg |  |

| Platz | Mannschaft          | Punkte | Bälle   |
| 1.    | Chemie Zeitz        | 12:0   | 232:132 |
| 2.    | SV Siemens Nürnberg | 8:4    | 197:188 |
| 3.    | ATSV Linz           | 4:8    | 174:183 |
| 4.    | TV Niederlenz       | …      | …       |
| 5.    | SSV Bozen           | …      | …       |